# Улица Зенитчиков (Москва)
Улица Зени́тчиков — улица в Северо-Западном административном округе города Москвы на территории района Митино. Соединяясь с Дубравной улицей продолжает её до Волоцкого переулка.

## Происхождение названия
Название утверждено 10 сентября 1996 года.
Названа в честь зенитчиков 53-й зенитно-артиллерийской дивизии, защищавшей небо Москвы в Великую Отечественную войну.

## Здания и сооружения
Промышленная зона на административной границе Москвы; жилые дома отсутствуют.
- Дом 1 — DEPO Computers, ООО «ДЕПО Электроникс»
- Дом 7 — АЗС «Интеройл»
- Дом 9 — МСити Девелопмент, ООО ТПК Profi-A
- Дом 16 — Митинский электробусный парк